# ناحیه برودمن ۴۵
ناحیه برودمن ۴۵ (انگلیسی: Brodmann area 45) (BA45) بخشی از لوب پیشانی قشر مغز در مغز انسان است. این ناحیه بر روی سطح جانبی مغز، در پایین ناحیه ۹ و مجاور ناحیه ۴۶ قرار دارد.
در انسان، این ناحیه در بخش سه‌گوش شکنج پیشانی زیرین جای دارد و پیرامون شاخه افقی پیشین شیار جانبی، بخشی از بخش چشمخانه‌ای شکنج پیشانی زیرین را نیز دربرمی‌گیرد. از سوی پس‌سری به شاخه بالارونده پیشین شیار جانبی محدود می‌شود و در عمق این شیار، با قشر جزیره‌ای هم‌مرز است.
از نظر آرایش یاخته‌ای، از عقب با بخش روپوشی شکنج پیشانی زیرین (ناحیه برودمن ۴۴)، از جلو-پشتی با ناحیه پیشانی میانی ۴۶ (BA46)، و از پایین با بخش چشمخانه‌ای شکنج پیشانی زیرین (ناحیه برودمن ۴۷) مرز دارد.

## کارکردها
ناحیه برودمن ۴۴ و ناحیه برودمن ۴۵ در نیم‌کرهٔ چپ مغز، با هم ناحیه بروکا را تشکیل می‌دهند که در تکالیف معناشناسی فعال می‌شود؛ مانند وظایف تصمیم‌گیری معنایی (مثلاً تعیین اینکه یک واژه انتزاعی است یا عینی) و وظایف تولیدی (تولید فعل متناسب با یک اسم).
نقش دقیق ناحیه ۴۵ در پردازش معنایی همچنان مورد بحث است. برخی پژوهشگران معتقدند که این ناحیه در بازیابی معنایی یا حافظه کاری معنایی نقش دارد. در این دیدگاه، نواحی ۴۴ و ۴۵ با هم در بازیابی اطلاعات معنایی و ارزیابی آن‌ها بر پایهٔ بافت نقش دارند. دیدگاهی دیگر می‌گوید که فعال‌سازی ناحیه ۴۵ تنها در زمانی نیاز است که بازیابی معنایی نیاز به کنترل آگاهانه داشته باشد و تداعی‌های قوی وجود نداشته باشند. دیدگاه سوم نیز این ناحیه را محدود به پردازش معنایی نمی‌داند، بلکه معتقد است در تمام فعالیت‌هایی که نیاز به انتخاب بازنمایی مرتبط از میان چند گزینهٔ رقیب دارند، دخیل است.
ضایعه‌های ناحیه ۴۵ به بروز زبان‌پریشی بیانی در افراد غالب‌نیم‌کره چپ منجر می‌شود.

## یافته‌های پژوهشی

### ناهمسانی و غلبهٔ زبانی

بخش سه‌گوش شکنج پیشانی زیرین، با رنگ قرمز.

میان عملکرد گفتاری-زبانی و عدم تقارن کالبدی ناحیهٔ سه‌گوش همبستگی قوی‌ای یافته شده است. «فاونداس» و همکارانش نشان دادند که کارکردهای زبانی می‌توانند در یک ناحیهٔ خاص مغز متمرکز باشند، همان‌گونه که پیش‌تر پل بروکا بیان کرده بود، اما همچنین این دیدگاه را تأیید کردند که یکی از نیم‌کره‌های مغز در زبان دخالت بیشتری دارد. مغز انسان دارای دو نیم‌کرهٔ ظاهراً متقارن است، اما آن‌ها دریافتند که ناحیهٔ سه‌گوش در ناحیه بروکا در سمت چپ بزرگ‌تر از همتای سمت راست آن است. این «عدم تقارن چپ‌سو» هم از نظر شکل و هم از نظر عملکردی با پردازش زبان ارتباط داشت. در تقریباً تمام آزمودنی‌ها، این ناحیه در سمت چپ غالب بود. تنها فردی که غالب‌نیم‌کره راست داشت نیز دارای عدم تقارن راست‌سو در ناحیهٔ سه‌گوش بود.
با این حال، برخی پژوهشگران دیگر هیچ‌گونه ناهمسانی حجمی‌ای در ناحیهٔ سه‌گوش نیافتند. آن‌ها یافته‌های پیشین را به چالش کشیدند و گفتند که این اختلاف‌ها احتمالاً ناشی از تفاوت زیاد میان افراد در اندازه و شکل این ناحیه است. همچنین، درحالی‌که این پژوهشگران در بخش روپوشی و صفحه گیجگاهی ناهمسانی معنادار آماری یافتند، ولی هیچ همبستگی‌ای میان این نواحی و ناحیهٔ سه‌گوش مشاهده نکردند.

### ارتباطات در شکنج پیشانی زیرین
دست‌کم یک پژوهش پیوندهای قوی‌ای را میان سه زیرناحیهٔ شکنج پیشانی زیرین نشان داد. با تحریک یکی از این نواحی و سنجش پاسخ در سایر بخش‌ها، پژوهشگران وجود مسیرهای متعدد ارتباطی میان ناحیهٔ سه‌گوش و روپوشی را نشان دادند. همچنین تحریک بخشی از ناحیهٔ سه‌گوش، پاسخ‌هایی را در بخش‌های دیگر همان ناحیه برانگیخت که وجود شبکه‌های درون‌ناحیه‌ای را نشان می‌دهد.
علاوه بر این، ناحیهٔ سه‌گوش در پردازش معنایی زبان نیز نقش دارد. «ماس» و همکارانش با اندازه‌گیری پاسخ مغز به انواع مختلف جمله‌ها (با یا بدون خطای معنایی) با استفاده از نوار مغزی، نشان دادند که جمله‌های دارای خطا با تأخیر زمانی درک می‌شوند. همچنین، الگوی پردازشی ویژه‌ای به‌نام «ان۴۰۰ (علوم اعصاب)» شناسایی شد، که یک منفی‌شدگی در حدود ۴۰۰ میلی‌ثانیه پس از ارائهٔ ناهماهنگی نحوی در ناحیهٔ سه‌گوش ظاهر می‌شود. بااین‌حال، به‌نظر می‌رسد ناحیهٔ سه‌گوش تنها بخشی از شبکهٔ مولد پاسخ N400 در نوار مغزی باشد، چرا که همتای مغناطیسی آن یعنی N400m که با مغناطیس‌نگاری مغزی اندازه‌گیری می‌شود، پیوسته در قشر گیجگاهی فوقانی مکان‌یابی شده است.

### قشر پیش‌پیشانی و کنترل شناختی حافظه
بخش سه‌گوش نقشی در کنترل شناختی حافظه ایفا می‌کند. راه‌های گوناگونی برای به‌خاطر آوردن چیزی وجود دارد. زمانی که فردی چیزی را به یاد می‌آورد، اطلاعات را از مرکز حافظه در مغز بازیابی می‌کند. این اطلاعات ممکن است توالی انقباض ماهیچه‌ای برای بستن بند کفش، چهرهٔ یک عزیز، یا هر چیز دیگری باشد. وقتی فردی به‌طور خودکار چیزی را به خاطر می‌آورد، بی‌آنکه تمرکزی کند یا تلاشی انجام دهد، این فرایند به عنوان «طراحی بالا به پایین و پایین به بالا» شناخته می‌شود. اما گاهی انسان‌ها باید برای به‌یادآوردن چیزی تلاش کنند. دانش‌آموزی که سر جلسهٔ آزمون تلاش می‌کند پاسخ پرسشی را به خاطر بیاورد، در واقع تمرکز خود را برای بازیابی حافظه به‌کار می‌گیرد. این دانش‌آموز نوعی کنترل شناختی بر حافظهٔ خود اعمال می‌کند. این نوع پردازش تا حدی توسط قشر قدامی-جانبی پیش‌پیشانی مغز هدایت می‌شود. بخش سه‌گوش در این ناحیه قرار دارد.
هنگامی که افراد با صدای بلند می‌خوانند، باید زبان نوشتاری را رمزگشایی کنند تا تلفظ آن را دریابند. این پردازش در ناحیه بروکا انجام می‌شود. خواننده ممکن است از دانش پیشین خود دربارهٔ واژه استفاده کند تا آن را به‌درستی بیان کند، یا ممکن است از دانش مربوط به ترکیب‌های نظام‌مند حروف، که با واجهای مربوط پیوند دارند، بهره گیرد. دانشمندان از طریق بررسی خطاهای زبانی می‌توانند بفهمند مغز هنگام پردازش زبان چه می‌کند. همان‌طور که پیش‌تر گفته شد، پژوهشگران می‌توانند پردازش‌های اضافی را که هنگام روبه‌رو شدن با مشکل رخ می‌دهند، بررسی کنند. در این مورد، دانشمندان با بررسی واکنش مغز هنگام پردازش واژه‌های ساختگی و واژه‌های استثنا، از این ویژگی بهره بردند.
هنگام پردازش زبان، بخش‌های مختلف ناحیه بروکا وظایف متفاوتی را برعهده دارند. بخش سه‌گوش در نوع خاصی از پردازش زبانی درگیر است. به‌ویژه، بخش سه‌گوش هنگام خواندن واژه‌های استثنا فعال می‌شود؛ واژه‌هایی که رابطهٔ آوایی و نگارشی غیرمعمولی دارند. برای نمونه، واژهٔ «have» یک واژهٔ استثناست، زیرا با صدای کوتاه «a» تلفظ می‌شود، که برخلاف قواعد رایج تلفظ است. حرف «e» پایانی واژه باید منجر به تلفظ بلند «a» شود، مانند واژه‌های «cave» یا «rave». اما چون با واژهٔ «have» بسیار آشناییم، تلفظ آن را به‌خاطر داریم و هر بار نیاز به بازبینی قواعد نداریم. بخش سه‌گوش به ما در انجام این کار کمک می‌کند.
برای بازیابی اطلاعات به‌صورت بالا به پایین، وجود نوعی سازوکار کنترلی ضروری است. از آنجا که بازیابی بالا به پایین متکی بر کنترل آگاهانه است، بدیهی‌ست که باید راهی برای حذف داده‌های نامربوط وجود داشته باشد. برای تمرکز بر اطلاعات موردنظر، باید انتخابی انجام شود. گمان می‌رود این انتخاب پس از بازیابی و در بخش میانی قشر پیش‌پیشانی شکمی‌جانبی (VLPFC) انجام گیرد که به‌طور کلی با جایگاه بخش سه‌گوش مطابقت دارد. بر پایهٔ این نظریه، اطلاعات ابتدا توسط بخش‌هایی از VLPFC چپ بازیابی می‌شوند و سپس در بخشی دیگر، از نظر ارتباط‌مندی، گزینش می‌شوند. این نظریه به «مدل دو بخشی بازیابی حافظه» معروف است.
تقریباً هر انسانی در دنیا دست‌کم یک زبان را آموخته است. همچنین، بیشتر انسان‌هایی که زبان آموخته‌اند، این کار را در دوران کودکی انجام داده‌اند. برخی افراد چندزبانگی دارند. برخی از این چندزبانه‌ها زبان دوم یا سوم را هم‌زمان با زبان نخست، در کودکی آموخته‌اند و برخی دیگر در بزرگسالی زبان‌های دیگر را فرا گرفته‌اند. پژوهش‌هایی بر روی گروه‌های مختلف تک‌زبانه‌ها و چندزبانه‌ها نتایج جالبی به‌دست داده‌اند.
با بررسی شباهت‌های میان زبان اول و دوم و تأثیر آن‌ها بر مغز، پژوهشگران دریافتند که فعالیت مغزی بسته به زبانی که فرد در حال پردازش آن است، تفاوت دارد. آن‌ها مشاهده کردند که فعالیت بخش سه‌گوش در هنگام پردازش این زبان‌های متفاوت تغییر می‌کند، که با توجه به نقش شناخته‌شدهٔ این بخش در زبان، منطقی به‌نظر می‌رسد.
در پردازش جمله‌های مجهول، الگوهای پردازش در زبان نخست و دوم تفاوت دارند. جمله‌های مجهول آن‌هایی هستند که از شکل‌هایی از فعل «بودن» همراه با فعلِ در حالت گذشته استفاده می‌کنند. برای مثال، جملهٔ «او نابود شده است» جمله‌ای مجهول است، زیرا فعل «نابود کردن» در حالت گذشته آمده و همراه با «است» که شکلی از فعل «بودن» است به‌کار رفته. این مطالعه نشان داد که دوزبانه‌هایی که زبان دوم را دیرتر آموخته‌اند، در پردازش این جمله‌ها، بخش سه‌گوش را بسیار بیشتر از دیگران به‌کار می‌گیرند. این یافته نشان‌دهندهٔ نکاتی در مورد چگونگی یادگیری زبان است. برای نمونه، پیشنهاد شده که دلیل دشواری یادگیری زبان خارجی در بزرگسالی این است که مغز تلاش می‌کند اطلاعات زبانی را در ناحیه‌ای از مغز رمزگذاری کند که به‌طور اختصاصی برای درک زبان طراحی نشده. طبق این دیدگاه، این موضوع علت توانایی بالای گویشوران بومی در سخن‌گویی روان و در عین حال لکنت و کندی گویشوران غیربومی هنگام پردازش قواعد دستوری است.

### پویایی‌های قشری در بازشناسی واژگان
نظریه‌ای وجود دارد مبنی بر اینکه بخش سه‌گوش به‌طور خاص در پردازش معناشناسی زبان نقش دارد، در برابر واج‌شناسی که بیشتر با صداها و ساختار آوایی سر و کار دارد؛ یعنی، تصور می‌شود که بخش سه‌گوش بیشتر در درک معنای واژگان نقش دارد تا در تعیین آن‌ها از طریق صدا. این مطالعه داده‌هایی به‌دست داد که از این نظریه پشتیبانی می‌کرد. افزون بر آن، این پژوهشگران شواهدی برای وجود پردازش معنایی هم‌زمان یافتند، که در هنگام انجام چندکارگی مغز رخ می‌دهد. در جریان آزمایش، به آزمودنی‌ها رشته‌های همخوان، واژه‌های ساختگی، و واژه‌های واقعی ارائه شد و تأخیر میان محرک و فعالیت مغزی تقریباً برای پردازش واجی و معنایی یکسان بود، هرچند این دو نوع پردازش در نواحی اندکی متفاوت انجام می‌شدند.
در مطالعه‌ای با عنوان «رمزگذاری معنایی و بازیابی در قشر پیش‌پیشانی پایینی چپ: مطالعهٔ تصویربرداری تشدید مغناطیسی کارکردی دربارهٔ دشواری تکلیف و ویژگی فرایندی»، پژوهشگران دریافتند که بخش سه‌گوش (به‌همراه برخی نواحی همجوار آن) در زمان رمزگذاری معنایی فعالیت بیشتری از خود نشان می‌دهد، بدون توجه به درجهٔ دشواری واژه‌ای که پردازش می‌شود. این یافته با نظریه‌ای سازگار است که بیان می‌کند بخش سه‌گوش بیشتر درگیر پردازش معنایی است تا پردازش واجی. افزون بر این، آن‌ها دریافتند که این تصمیمات در رمزگذاری معنایی، در صورت تکرار واژه‌های استفاده‌شده، به مشارکت کمتری از سوی بخش سه‌گوش منجر می‌شود. به‌نظر می‌رسد این نتیجه با شهود سازگار است، زیرا تمرین موجب بهبود توانایی مغز در شناسایی واژه‌های تکرارشده می‌شود، اما نکتهٔ دیگری نیز از این یافته قابل استخراج است. کاهش فعالیت بخش سه‌گوش در زمان تکرار واژه‌ها، نشان‌دهندهٔ انتقال وظیفهٔ شناسایی واژه از حالت آگاهانه به حالت غیرفعال است. این پدیده «آمادگی ناشی از تکرار» (repetition priming) نام دارد و به‌طور مستقل از نیت فرد رخ می‌دهد. این ایده، در کنار نظریه‌هایی دربارهٔ نقش بخش سه‌گوش در بازیابی آگاهانهٔ حافظه، پیچیدگی مغز و کارکردهای آن را آشکارتر می‌کند. مجموعهٔ این نتایج حاکی از آن است که فرایندهای مشابهی ممکن است در رمزگذاری و بازیابی اطلاعات دخیل باشند. نکتهٔ جالب دیگر این است که کاهش فعالیت بخش سه‌گوش در زمان تکرار، در مورد واژه‌هایی که به‌صورت غیرمعنایی پردازش می‌شدند، مشاهده نشد.

### دربارهٔ بروکا، مغز و پیوند: چارچوبی نوین
بخش سه‌گوش ارتباط زیادی با دیگر نواحی مغز دارد، به‌ویژه با نواحی واقع در شبکهٔ زبانی لوب پیش‌پیشانی چپ. با وجود اینکه به‌نظر می‌رسد کارکرد این بخش از همسایگانش متمایز است، این میزان بالای ارتباط‌پذیری، از ایدهٔ یکپارچگی زبان با بسیاری از فرایندهای فکری ظاهراً نامرتبط پشتیبانی می‌کند. برای نمونه، تلاش برای به‌خاطر سپردن نام یک آشنای جدید چالش‌برانگیز است و نیاز به تمرکز آگاهانه دارد. در چنین وضعیتی، فرد باید صدا را به‌عنوان بخشی از زبان پردازش کند، واژه‌ای را که شنیده در مقولهٔ «نام‌ها» قرار دهد، و هم‌زمان آن را به چهره‌ای که دیده پیوند دهد و همهٔ این اطلاعات را در حافظه ثبت کند. با این دیدگاه، بعید به‌نظر نمی‌رسد که نقش‌های گوناگون بخش سه‌گوش در پردازش زبان، درک معنایی، و کنترل آگاهانهٔ حافظه به‌هم مرتبط باشند. درواقع، با توجه به میزان بالای ارتباطات این ناحیه، چه در درون مرکز زبانی لوب پیش‌پیشانی چپ و چه با دیگر نواحی، بسیار بعید است که بخش سه‌گوش تنها یک نقش محدود در مغز داشته باشد.

### اسکیزوفرنی و ناحیهٔ بروکا
اسکیزوفرنی (روان‌گسیختگی) بیماری‌ای است با علائم پیچیده و درک محدودی از منشأ آن. در تلاش برای یافتن منشأ این اختلال، پژوهشگران مغز بیماران اسکیزوفرن را بررسی کردند. پیش‌تر نشان داده شده بود که در این بیماران، نابهنجاری‌هایی در چین‌خوردگی مغز، عدم تقارن، پیچیدگی و تفاوت‌پذیری ساختاری وجود دارد. در این پژوهش، داده‌هایی ارائه شد که نشان می‌دهد بخش سه‌گوش به‌ویژه در بیماران اسکیزوفرن نسبت به افراد عادی هم‌تراز به‌شدت دگرگون شده است. پژوهشگران معتقد بودند که ناحیهٔ بروکا بخشی بسیار انعطاف‌پذیر از مغز است و ساختار آن از دوران کودکی تا بزرگسالی تغییرات چشمگیری دارد. این ویژگی با توانایی خاص کودکان در یادگیری آسان زبان سازگار است، اما همچنین به این معناست که نقش ناحیهٔ بروکا در حافظه و یادآوری آگاهانه محدود است؛ کودکان به‌طور معمول نمی‌توانند به‌صورت آگاهانه در حافظه‌شان جست‌وجو کنند. همچنین، پژوهشگران اندازه‌گیری‌های حجمی از مادهٔ خاکستری و سفید مغز آزمودنی‌ها انجام دادند و آن‌ها را با گروه کنترل مقایسه کردند. نتیجه این بود که بیماران اسکیزوفرن کاهش چشمگیری در حجم مادهٔ سفید داشتند.
با رشد مغز، ارتباطات میان نواحی مختلف تغییرات عمده‌ای می‌کند. پژوهشگران دریافتند که رشد مادهٔ سفید و خاکستری در بیماران اسکیزوفرن روند متفاوتی دارد. افراد مبتلا به اسکیزوفرنی معمولاً فاقد گسترش مادهٔ سفید هستند.

### استدلال اکتشافی و تحلیلی
تحریک مغناطیسی مغز در ناحیهٔ ۴۵ برودمن در نیم‌کرهٔ چپ، موجب بهبود عملکرد در استدلال‌های ناسازگار با باورها و تضعیف عملکرد در استدلال‌های سازگار با باورها شد؛ این امر نشان می‌دهد که ناحیهٔ ۴۵ چپ بخشی از سامانهٔ اکتشافی مبتنی بر باور است. درمقابل، مشارکت ناحیهٔ ۴۵ راست در مسدودسازی این سامانه، از طریق مسدودسازی همتای چپ خود و بهبود عملکرد در استدلال منطقی-تحلیلی استنباط می‌شود.

## نگاره‌ها

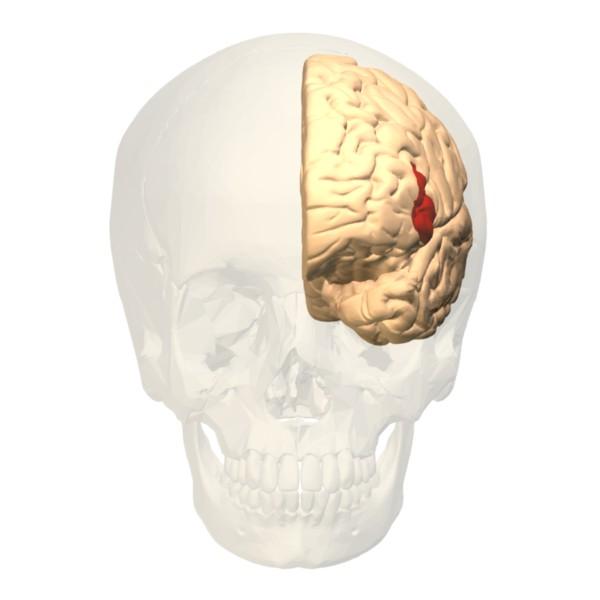
نمای روبه‌رو.
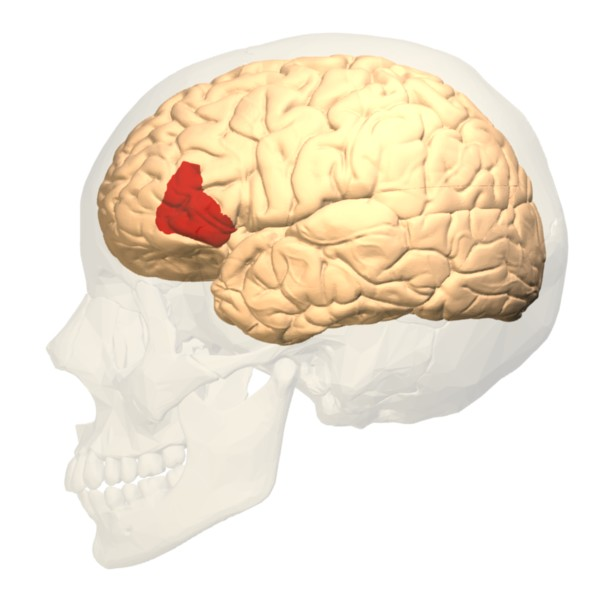
نمای جانبی.
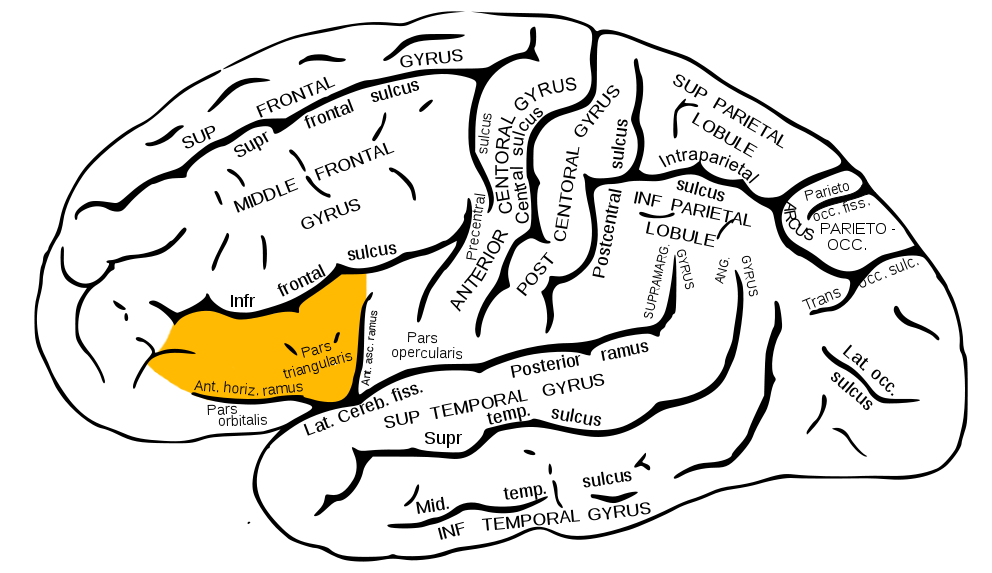
سطح جانبی نیم‌کرهٔ چپ مغز، از کنار. (نشان داده‌شده با رنگ نارنجی).